# Kabinett Douglas-Home
Das Kabinett Douglas-Home wurde im Vereinigten Königreich am 19. Oktober 1963 von Premierminister Alec Douglas-Home von der Conservative Party gebildet und löste das Kabinett Macmillan II ab. Die Regierung Douglas-Home blieb bis zum 16. Oktober 1964 im Amt und wurde dann durch das Kabinett Wilson I abgelöst.

## Regierungszeit
Zum Ende der Amtszeit von Alec Douglas-Homes Vorgänger Harold Macmillan kam es zur Profumo-Affäre, die letztlich mit zum Rücktritt Macmillans am 13. Oktober 1963 führte. Daraufhin kam es am 19. Oktober 1963 zur Bildung einer neuen Regierung durch Alec Douglas-Home, der von Macmillan durch geschicktes Taktieren und gegen mannigfachen parteiinternen Widerstand als Nachfolger durchgesetzt wurde.
Die einzige große innenpolitische Reform, die Alec Douglas-Home anstieß, war das Ende der Preisbindungen. Er selbst war zwar kein Anhänger einer solch wirtschaftsliberalen Politik, jedoch unterstützte er seinen Handelsminister Edward Heath ein Gesetz zum Ende der Preisbindungen durch das House of Commons zu bringen. 
Die Regierung war nach dreizehn Jahren ununterbrochener konservativer Regierung und mehrerer Skandale zu sehr beschädigt, um zu überleben und aus den Unterhauswahlen vom 15. Oktober 1964 ging jedoch die Labour Party von Harold Wilson hervor. Sie stellte 317 der 630 Abgeordneten im House of Commons, während die bislang regierende Conservative Party nur noch 298 Abgeordnete stellte und 15 Mandate an kleinere Parteien fielen. In Anbetracht des schlechten Zustands der Regierungspartei galt das Wahlergebnis als durchaus respektabel, sodass Douglas-Home, der in der Partei hohes Ansehen genoss, zunächst Partei- und Oppositionsführer blieb, bis er freiwillig zurücktrat und das Amt an Edward Heath übergab.

## Minister
Dem Kabinett gehörten folgende Minister an:
| Zugehörigkeit |  | Konservative |

| Amt                                                                 | Bild               | Person                                        | Partei             | Partei                              | Amtszeit         | Amtszeit         |
| ------------------------------------------------------------------- | ------------------ | --------------------------------------------- | ------------------ | ----------------------------------- | ---------------- | ---------------- |
| Premierminister Erster Lord des Schatzamtes                         | Alec Douglas-Home  | Alec Douglas-Home                             |                    | Unionist Party (Conservative Party) | 18. Oktober 1963 | 16. Oktober 1964 |
| Lordpräsident des Rates                                             | Quintin Hogg       | Quintin Hogg, 2. Viscount Hailsham            |                    | Conservative Party                  | 20. Oktober 1963 | 16. Oktober 1964 |
| Lordkanzler                                                         |                    | Reginald Manningham-Buller, 1. Baron Dilhorne | Conservative Party | 20. Oktober 1963                    | 16. Oktober 1964 |                  |
| Lordsiegelbewahrer Leader of the House of Commons                   | Selwyn Lloyd       | Selwyn Lloyd                                  | Conservative Party | 20. Oktober 1963                    | 16. Oktober 1964 |                  |
| Schatzkanzler Zweiter Lord des Schatzamtes                          |                    | Reginald Maudling                             | Conservative Party | 20. Oktober 1963                    | 16. Oktober 1964 |                  |
| Außenminister                                                       | Rab Butler         | Rab Butler                                    | Conservative Party | 20. Oktober 1963                    | 16. Oktober 1964 |                  |
| Innenminister                                                       |                    | Henry Brooke                                  | Conservative Party | 20. Oktober 1963                    | 16. Oktober 1964 |                  |
| Minister für Landwirtschaft und Ernährung                           | Christopher Soames | Christopher Soames                            | Conservative Party | 20. Oktober 1963                    | 16. Oktober 1964 |                  |
| Minister für die Kolonien Minister für Beziehungen zum Commonwealth | Duncan Sandys      | Duncan Sandys                                 | Conservative Party | 20. Oktober 1963                    | 16. Oktober 1964 |                  |
| Verteidigungsminister                                               | Peter Thornycroft  | Peter Thorneycroft                            | Conservative Party | 20. Oktober 1963                    | 16. Oktober 1964 |                  |
| Minister für Bildung und Wissenschaft                               |                    | Edward Boyle                                  | Conservative Party | 20. Oktober 1963                    | 1. April 1964    |                  |
| Minister für Bildung und Wissenschaft                               | Quintin Hogg       | Quintin Hogg, 2. Viscount Hailsham            | Conservative Party | 1. April 1964                       | 16. Oktober 1964 |                  |
| Gesundheitsminister                                                 |                    | Anthony Barber                                | Conservative Party | 20. Oktober 1963                    | 16. Oktober 1964 |                  |
| Minister für Wohnungsbau Minister für Wales                         |                    | Keith Joseph                                  | Conservative Party | 20. Oktober 1963                    | 16. Oktober 1964 |                  |
| Arbeitsminister                                                     |                    | Joseph Godber                                 | Conservative Party | 20. Oktober 1963                    | 16. Oktober 1964 |                  |
| Kanzler des Herzogtums Lancaster                                    | John Hare          | John Hare                                     | Conservative Party | 20. Oktober 1963                    | 16. Oktober 1964 |                  |
| Generalzahlmeister                                                  |                    | John Boyd-Carpenter                           | Conservative Party | 20. Oktober 1963                    | 16. Oktober 1964 |                  |
| Chefsekretär des Schatzamtes                                        |                    | John Boyd-Carpenter                           | Conservative Party | 20. Oktober 1963                    | 16. Oktober 1964 |                  |
| Minister ohne Geschäftsbereich                                      |                    | Bill Deedes                                   | Conservative Party | 20. Oktober 1963                    | 16. Oktober 1964 |                  |
| Minister ohne Geschäftsbereich                                      | Peter Carington    | Peter Carington, 6. Baron Carrington          | Conservative Party | 20. Oktober 1963                    | 16. Oktober 1964 |                  |
| Energieminister                                                     | Frederick Erroll   | Frederick Erroll                              | Conservative Party | 20. Oktober 1963                    | 16. Oktober 1964 |                  |
| Wissenschaftsminister                                               | Quintin Hogg       | Quintin Hogg, 2. Viscount Hailsham            | Conservative Party | 20. Oktober 1963                    | 1. April 1964    |                  |
| Minister für Schottland                                             |                    | Michael Noble                                 |                    | Unionist Party (Conservative Party) | 20. Oktober 1963 | 16. Oktober 1964 |
| Handelsminister                                                     | Edward Heath       | Edward Heath                                  |                    | Conservative Party                  | 20. Oktober 1963 | 16. Oktober 1964 |
| Transportminister                                                   |                    | Ernest Marples                                | Conservative Party | 20. Oktober 1963                    | 16. Oktober 1964 |                  |
| Minister für öffentliche Arbeiten                                   | Geoffrey Rippon    | Geoffrey Rippon                               | Conservative Party | 20. Oktober 1963                    | 16. Oktober 1964 |                  |

## Hintergrundliteratur
- Der Große Ploetz. Die Enzyklopädie der Weltgeschichte, Verlag Vandenhoeck & Ruprecht, 35. Auflage, 2008, S. 1511, ISBN 978-3-525-32008-2